# Eläintarhanajot 1939
Eläintarhanajot 1939 je bila četrta neprvenstvena dirka za Veliko nagrado v sezoni 1939. Odvijala se je 14. maja 1939 na finskem dirkališču Eläintarharata v Helsinkih. 

## Poročilo
Po letu premora je bila dirka ponovno na sporedu. Pred 26.127 gledalci je najboljše štartal Alexi Patama, v drugem krogu pa ga je prehitel Petre Cristea. V četrtem krogu je Tore Berg zapeljal na postanek v bokse zaradi težav z motorjem. Vrnil se je na stezo, toda dokončno odstopil v osemnajstem krogu. Christea je vodil osem krogov, ko ga je prehitel Adolf Westerblom, ki je zadržal vodstvo do cilja in tudi zmagal. Christea je ostal drugi, Patama pa tretji. 

## Rezultati

### Dirka
| Poz | Št | Dirkač           | Moštvo    | Dirkalnik        | Krogi | Čas/Odstop | Št. m. |
| --- | -- | ---------------- | --------- | ---------------- | ----- | ---------- | ------ |
| 1   | 5  | Adolf Westerblom | Privatnik | Alfa Romeo Monza | 25    | 28:58,0    | 6      |
| 2   | 1  | Petre Cristea    | Privatnik | BMW 328          | 25    | + 27,4 s   | 4      |
| 3   | 2  | Alexi Patama     | Privatnik | Ford Special     | 25    | + 1:32,5   | 1      |
| 4   | 5  | Walter Bergström | Privatnik | DKW              | 25    | + 7:27,0   | 3      |
| Ods | 4  | Tore Berg        | Privatnik | Alfa Romeo       | 18    | Motor      | 5      |
| DNS | 6  | Einar Alm        | Privatnik | Ford             |       |            | (2)    |